# Weisbach (Waldbrunn)

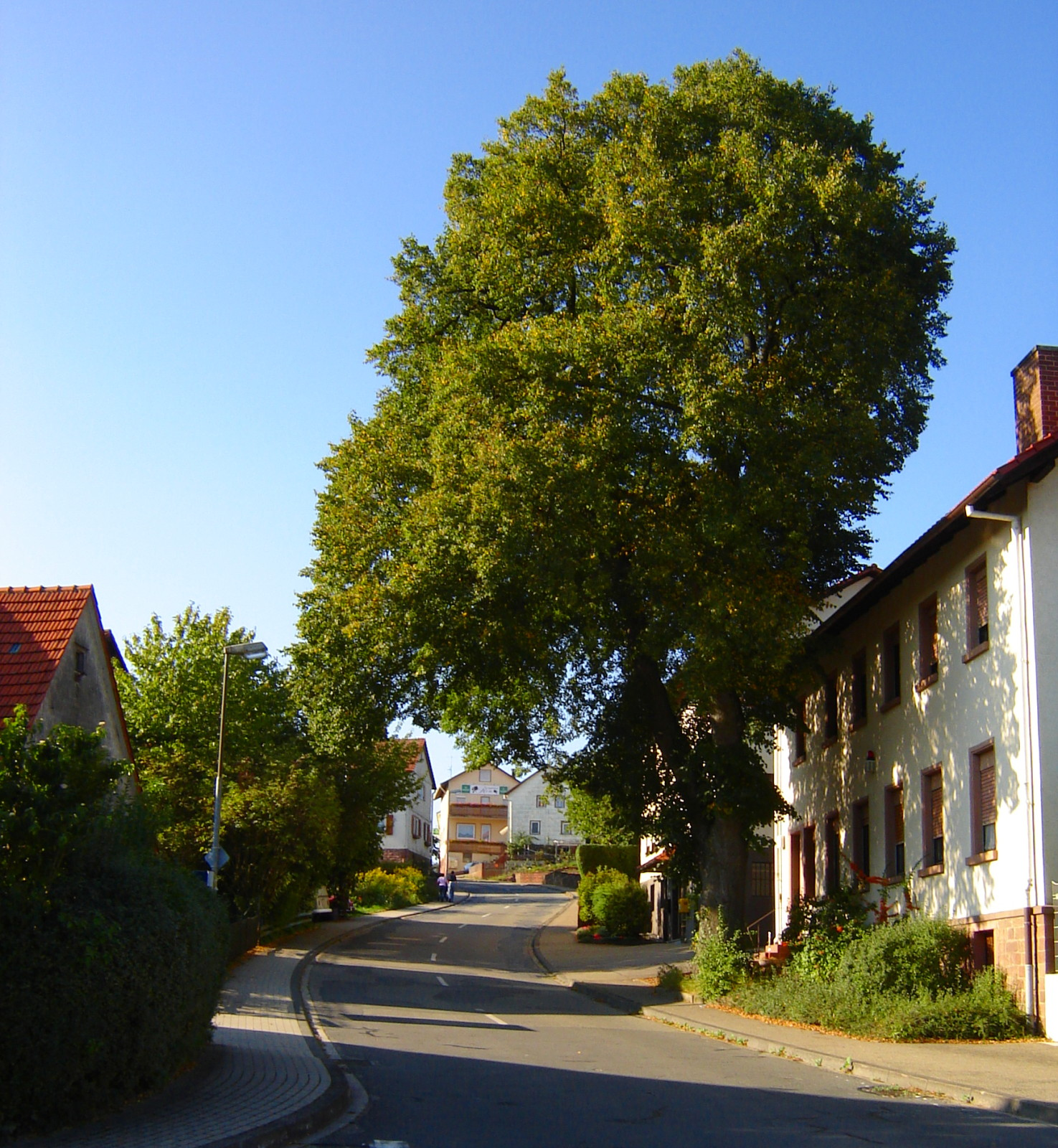
Waldbrunn, Ortsteil Weisbach

Weisbach ist ein Ortsteil der Gemeinde Waldbrunn im Neckar-Odenwald-Kreis in Baden-Württemberg.

## Geographische Lage
Weisbach liegt im südöstlichen Teil des Odenwalds in dessen Buntsandstein-Gebiet auf dem Winterhauch, einer langgezogenen Hochfläche, die 5,3 km weiter nordwestlich in dem höchsten Berg des Odenwalds gipfelt, dem Katzenbuckel (626,8 m). Mittelpunkt der Ortslage ist eine Brücke über den hier ostwestlich verlaufenden Oberlauf des Weisbachs. Gut 1000 Meter weiter westlich biegt der Bachlauf im rechten Winkel nach Süden ab und kerbt sich als Grenzbach zur Gemarkung Schollbrunn mit einem waldbestandenen Steilhang tief in die Sandsteinformationen des Odenwalds ein.
Die Gemarkung umfasst 688 Hektar, von denen 385 Hektar bewaldet sind.
Strümpfelbrunn, der Hauptort der Gemeinde Waldbrunn, liegt knapp drei Kilometer nordwestlich von Weisbach. Im Norden ist der Ortsteil Mülben benachbart und im Westen der Ortsteil Schollbrunn.

## Geschichte
Das Bestehen des Ortes lässt sich in der Namensform Wizzelsbach als Gründung der Herren von Zwingenberg bis 1326 urkundlich zurückverfolgen.
Aus der Zeit von vor 500 bis 600 Jahren stammen fünf Steinkreuze auf der Gemarkung von Weisbach (Waldbrunn). Die Anlässe für die Errichtung der Steinkreuze sind nicht mehr bekannt. Nach dem Dreißigjährigen Krieg blieben von 18 Familien mit 90 Personen noch sechs Familien mit 30 Personen.
1955 wurde in der Dorfmitte von Weisbach eine evangelische Kirche als Filialgemeinde von Strümpfelbrunn erbaut.
Am 1. Januar 1973 schloss sich die Gemeinde Weisbach mit vier Nachbargemeinden zur Gemeinde Waldbrunn zusammen.

## Verkehr
Durch Weisbach führt die Landesstraße L 589 als Mosbacher Straße. Sie zweigt von der L 524 bei Mülben ab und führt nach Lohrbach. In der Ortsmitte zweigt von der Mosbacher Straße die Kreisstraße K 3929 in Richtung Schollbrunn nach Westen ab. Der Anschluss an die L 524 bei Mülben verbindet Weisbach mit allen Orten auf dem Winterhauch von Eberbach bis Mudau.

## Sternwarte
Unweit des Ortes befindet sich die vom Neckar-Odenwald-Verein für Astronomie errichtete Sternwarte. Sie veranstaltet jeden Mittwoch öffentliche Sternführungen und zeitweilige Sonderführungen. Der Sternwarte ist auch ein Jugendlabor angeschlossen.

## Persönlichkeiten
- Valentin Schmitt (1885–1973), Landwirt